# Riproximina
La riproximina és una és una proteïna que pertany al grup de les lectines i posseeix activitat antineoplàstica. Es va aïllar inicialment de plantes utilitzades en la medicina tradicional africana. La riproximina s'inclou dins el grup de proteïnes citotòxiques inactivadores del ribosoma (RIPs, de l'anglès Ribosome-inactivating proteins).

## Classificació
Les RIP s es classifiquen en dos grups, RIP tipus I i RIP tipus II, al qual pertany la riproximina. La diferència bàsica és que l'estructura de les RIP tipus I es fonamenta en una única cadena polipeptídica amb activitat enzimàtica mentre que la de les RIP tipus II consten de dues cadenes polipeptídiques: una activa (A), amb activitat N-glicosidasa, i una cadena B ("binding" o d'unió) amb propietats biològiques de lectina, unides per un pont disulfur. Els dos grups comparteixen la primera cadena, cadena A amb una activitat enzimàtica d'uns 30 KDa. Al principi es van proposar també aquestes dues denominacions per als dos grups de RIP, HOLO-RIP 's per a aquelles que constaven d'una única cadena polipeptídica o dues petites, és a dir RIP s tipus I i la de Quimero-RIP' s per aquelles proteïnes de 2 cadenes, RIP tipus II o excepcions del tipus I. No obstant això molts científics prefereixen la nomenclatura discrita al principi que es basa en la diferència radical entre els dos grups i que és la presència o no d'una segona cadena, cadena B (cadena de lectina) que s'uneix als receptors de la superfície cel·lular facilitant l'entrada de les RIP 's en les cèl·lules. Tenint en compte que pot haver certes excepcions, se solen afegir al grup II aquelles RIP que no tenen una segona cadena polipeptídica sinó que tenen un segment addicional. La riproximina pertany al grup de les Quimero-RIP o RIP tipus II, que al seu torn poden dividir-se en dos grups: les heterodimericas [AB] i les tetraméricas [(AB) 2] (on alguns parlen de RIP s tipus IV i que serien les més tòxiques.

## Distribució en la naturalesa
Les RIP se solen trobar en plantes. Concretament, la riproximina ha estat trobada a l'ametlla del fruit de Ximenia americana.

## Toxicitat
Hi ha diferències en la citotoxicitat de les RIP. Algunes RIP, per exemple, la riproximina i la ricina, són potents toxines. Tanmateix, hi ha RIP que no desenvolupen cap mena de toxicitat: les RIP tipus I (formades per una cadena polipeptídica amb activitat glicosidasa), com la saponina S6.
La unió de la riproximina als glúcids de la superfície de la cèl·lula és crucial per al seu posterior internalització i la citotoxicitat. Aquesta proteïna inhibidora de ribosomes es lliga a dos tipus de asialoglicanos: a estructures de N-glicans de tipus complexo bi- i triantenario (NA2 / NA3) ia N-acetilgalactosamina (també anomenada GalNAc).